# I Hjeri
 Hyeri (hangul: 이혜리, Kvangdzsu (Gwangju), 1994. június 9., handzsa: Lee Hyeri) dél-koreai énekes. Ő a legfiatalabb tagja a Girl's Day nevű lányegyüttesnek.

## Élete
Lee Hyeri 1994. június 9-én született Kvangdzsu (Gwangju) városában, Dél-Koreában. Középiskolás éveiben művészeti irányban tanult. Jelenleg a Konkuk Egyetemen tanul, filmszakon egy barátnőjével, Subinnal aki a Dal Shabet énekese. Ő a legfiatalabb tag a Girl's Day-ben

## Karrier

### Girl's Day
2010 szeptemberében csatlakozott Yurával (Jurával) együtt a Girl's Day-hez, miután Jiin és Jisun elhagyták a csapatot két hónappal az együttes debütálása után.

## Szólókarrier

### Színészkedés

#### Real Man
2014-ben a Real Men című koreai szórakoztató műsorban szerepelt. A műsor egy jelenete után különösen népszerű lett, három nap alatt több mint 1 millióan nézték meg a videóját.
Ezentúl szerepelt a Tasty Life-ban (2012) Seonam Girls High School Investigators -ban (2014) és a Reply 1988 - ban (2015)

## Magánélete
2013 áprilisában jelentették be, hogy kapcsolatban van a tőle 16 évvel idősebb H.O.T tag Tony An-nel. 2013 novemberében, 8 hónap után szakítottak, mert mindketten elfoglaltak voltak.

### Egészség
2014 január 16-án a Something című daluk promócióját követően elájult a színpadon és kórházba szállították.
Az ügynöksége nyilatkozata szerint Hjeri (Hyeri) influenzás volt, de ennek ellenére is szerepelni akart.
A műsort szervező M! Countdown riportere a műsort megelőzőleg úgy hallotta, hogy Hjeri (Hyeri) felépült, továbbá a műsor előtti próbát is gond nélkül végigcsinálta.

## Filmes szereplések

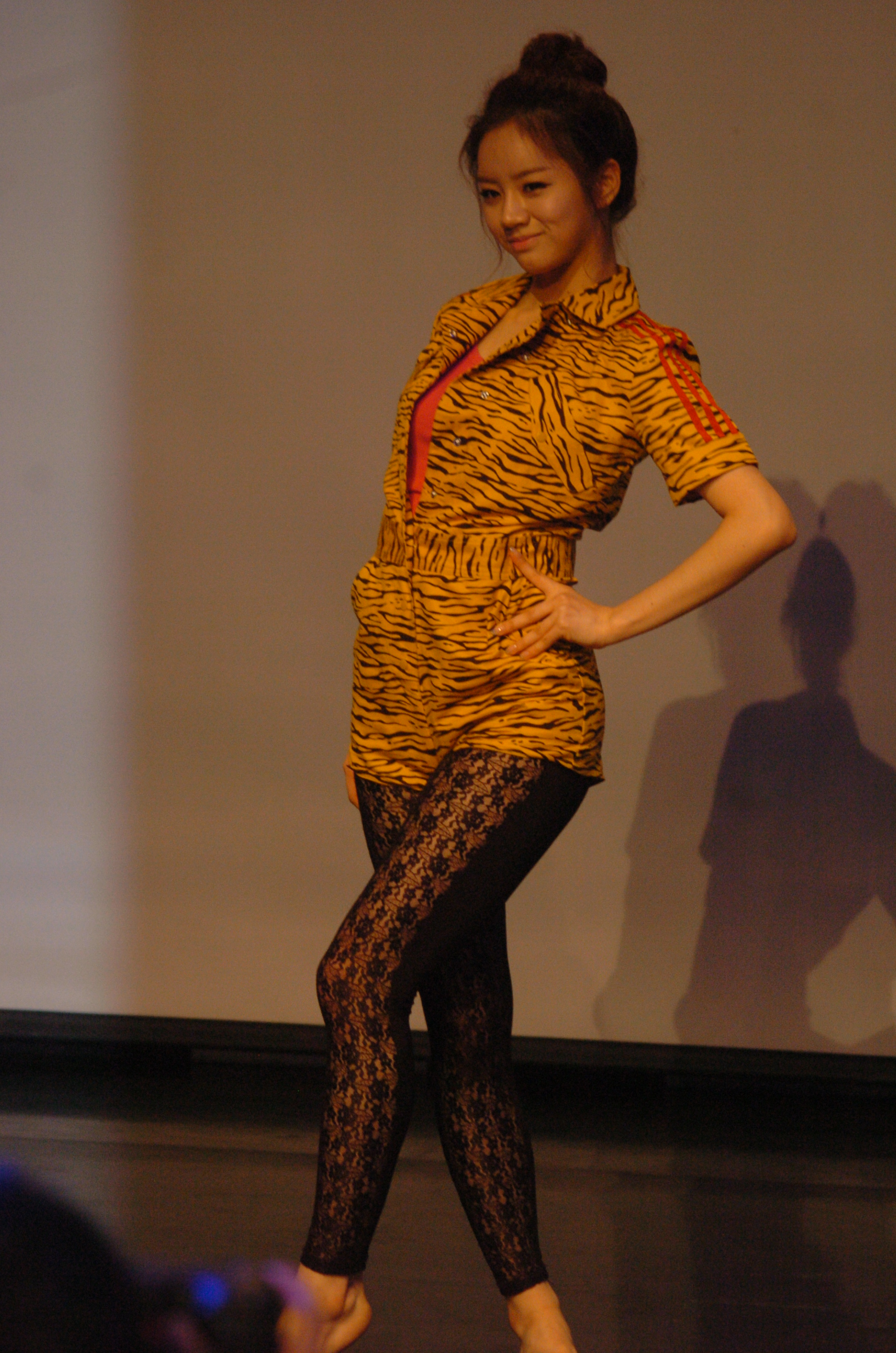

### Sorozatok
| Év   | Cím                                                     | Szerep                    | Csatorna    |
| 2011 | I Trusted Him                                           | Cameo                     | MBC Every 1 |
| 2012 | Tasty Life                                              | Jang Mi-Hyun              | SBS         |
| 2013 | The Clinic for Married Couples: Love and War - Season 2 | Önmaga (Cameo)            | KBS2        |
| 2014 | Be Arrogant                                             | Önmaga (Cameo, 7. epizód) | SBS Plus    |
| 2014 | Seonam Girls High School Investigators                  | Lee Ye-Hee                | JTBC        |
| 2015 | Hyde, Jekyll, Me                                        | Min Woo-Jung              | SBS         |
| 2015 | Reply 1988                                              | TBA                       | tvN         |
| 2016 | Entertainer                                             | Jung Geu-rin              | SBS         |

### Szórakoztató műsorok
| Év   | Cím                         | Megjegyzés      | Csatorna |
| 2013 | Star King (TV series)       | Epizód: 343,344 | SBS      |
| 2014 | The Show                    | Műsorvezető     | SBS MTV  |
| 2014 | Real Men                    |                 | MBC      |
| 2014 | Golden Fishery (Radio Star) | Epizód: 404     | MBC      |
| 2014 | Witch Hunt                  | Epizód: 68      | JTBC     |
| 2014 | Eco Village                 | Epizód: 13      | KBS      |
| 2014 | Star King (TV series)       | Epizód: 357     | SBS      |
| 2015 | Real Men Season 2           | Narrátor        | MBC      |

### Zenés klipek
| Év   | Cím                  | Előadó      | Szerep |
| 2013 | "Shaking Heart"      | C-Clown     | Önmaga |
| 2013 | "Tarzan"             | Wonder Boyz | Jane   |
| 2013 | "My Student Teacher" | NC.A        | Önmaga |
| 2015 | "I Am Korea"         |             | Önmaga |